# Эль-Зайят, Мухаммед Хасан
Мухаммед Хасан эль-Зайят (араб. محمد الزيات‎, 14 февраля 1915, Думьят, Султанат Египет — 25 февраля 1993, Каир) — египетский государственный деятель и дипломат, министр иностранных дел Египта в 1972—1973.

## Биография
Родился в семье земледельцев, которые также вели торговлю молочными продуктами. Получил степень бакалавра искусств, окончив факультет арабского языка Каирского университета в 1939 году. В 1942 году ему была присвоена степень магистра искусств, а в 1947 — докторская степень в Оксфордском университете по теме «Влияние иранской политики на политическую литературу в первые три века ислама».
В 1938 году, с момента основания, начал преподавательскую деятельность в Александрийском университете. Затем перешёл в Каирский университет, где дорос до звания доцента на кафедре востоковедения.
С 1950 года работал атташе по культуре, затем назначен советником в посольстве Египта в Вашингтоне. После Июльской революции в Египте (1952) был назначен первым секретарём посольства.
С 1955 года до начала Суэцкого кризиса — поверенный в делах, глава представительства Египта в Иране. В 1957 году был назначен делегатом Консультативного совета по Сомали, принимал активное участие в дипломатических усилиях по провозглашению независимости этой страны. От имени Организации Объединенных Наций 1 июля 1960 года провозгласил создание независимого государства Сомали.
- 1960—1964 — постоянный представитель Египта при ООН.
- 1964—1965 — посол в Индии и Непале (по совместительству).
- 1965—1967 — заместитель министра иностранных дел, специальный представитель по делам арабских стран, Палестины и Африки.
- 1967—1969 — официальный представитель правительства Египта.
- 1969—1972 — постоянный представитель Египта при ООН.
- 1972—1973 — министр информации Египта.

В 1972—1973 — министр иностранных дел Египта. Занимал эту должность в момент начала Войны Судного дня и был отправлен в отставку по её завершении. Затем был переведён на должность советника президента, в феврале 1975 отправлен на пенсию.
До роспуска 30 сентября 1971 года возглавлял Общество египетско-советской дружбы. Создал Ассоциацию египетско-индийской дружбы и возглавлял её с 1989 года до своей смерти.
Неоднократно избирался депутатом парламента от Национал-демократической партии Египта до поражения на выборах в 1990 году, через два года принял решениё об уходе из политической жизни.
Был женат на дочери влиятельного интеллектуала и писателя Тахи Хусейна, в браке родились две дочери, Савсан и Муна, и сын Хассан.
Помимо арабского, свободно говорил на французском, персидском, урду и английском языках.

## Награды и звания
Офицер ордена Республики (1964), награждён Знаком ордена Нила на большой ленте (1975) и орденом Звезды Сомали (1967).